# 粟木原毅
粟木原 毅（あわきはら つよし、1935年〈昭和10年〉7月20日 - ）は日本映画の照明技師。兵庫県神戸市出身。

## 経歴
1954年に兵庫県立芦屋高等学校を卒業。1955年、東宝に照明助手として入社。1975年に照明技師に昇進。1980年に東宝専属契約者を経て1992年にフリーとなる。

## 代表作

### 映画
| 公開年月日     | 作品名                                    | 制作（配給）                                                             | 役職       |
| -------------- | ----------------------------------------- | ------------------------------------------------------------------------ | ---------- |
| 1964年6月11日  | 日本一のホラ吹き男                        | 東宝                                                                     | 照明助手   |
| 1965年10月31日 | 大冒険                                    | 東宝 渡辺プロダクション （東宝）                                         | 照明助手   |
| 1966年1月3日   | 無責任清水港                              | 東宝 渡辺プロダクション （東宝）                                         | 照明助手   |
| 1968年4月27日  | クレージーメキシコ大作戦                  | 東宝 渡辺プロダクション （東宝）                                         | 照明助手   |
| 1973年12月29日 | 日本沈没                                  | 東宝映画 東宝映像 （東宝）                                               | 照明助手   |
| 1978年8月12日  | 火の鳥                                    | 東宝 火の鳥プロダクション                                                |            |
| 1980年4月26日  | 影武者                                    | 東宝映画 黒澤プロダクション （東宝）                                     | 照明チーフ |
| 1982年2月16日  | あゝ野麦峠 新緑篇                         | 東宝映画 （東宝）                                                        | 照明       |
| 1982年8月7日   | ハイティーン・ブギ                        | 東宝映画 ジャニーズ事務所 （東宝）                                       | 照明       |
| 1982年12月18日 | 三等高校生                                | 東宝映画 ジャニーズ事務所 （東宝）                                       | 照明       |
| 1983年7月2日   | プルメリアの伝説 天国のキッス             | 東宝映画 サンミュージック （東宝）                                       | 照明       |
| 1983年8月4日   | TOSHI in TAKARAZUKA Love Forever          | 東宝映画 ジャニーズ事務所 （東宝）                                       | 照明       |
| 1983年12月24日 | エル・オー・ヴィ・愛・N・G                | 東宝映画 ジャニーズ事務所 （東宝）                                       | 照明       |
| 1984年8月11日  | 零戦燃ゆ                                  | 東宝映画 （東宝）                                                        | 照明       |
| 1985年1月26日  | 愛・旅立ち                                | フィルムリンクインターナショナル （東宝）                                | 照明       |
| 1985年11月9日  | 春の鐘                                    | 東宝映画 （東宝）                                                        | 照明       |
| 1987年9月5日   | イタズ 熊                                 | 東映 こぶしプロダクション （東映）                                       | 照明       |
| 1987年12月5日  | 「さよなら」の女たち                      | 東宝映画 （東宝）                                                        | 照明       |
| 1989年7月22日  | ガンヘッド                                | 東宝 サンライズ バンダイ 角川書店 IMAGICA 東宝映画                       | 照明       |
| 1989年12月16日 | ゴジラvsビオランテ                        | 東宝映画 （東宝）                                                        | 照明       |
| 1990年12月23日 | 釣りバカ日誌3                             | 松竹大船撮影所 （松竹）                                                  | 照明       |
| 1991年12月14日 | ゴジラvsキングギドラ                      | 東宝映画 （東宝）                                                        | 照明       |
| 1991年12月23日 | 釣りバカ日誌4                             | 松竹大船撮影所 （松竹）                                                  | 照明       |
| 1992年4月25日  | セイリング 海にはばたく                   | テレビ東京 （映画センター全国系列会議）                                  | 照明       |
| 1992年12月25日 | 釣りバカ日誌5                             | 松竹大船撮影所 （松竹）                                                  | 照明       |
| 1993年12月25日 | 釣りバカ日誌6                             | 松竹大船撮影所 （松竹）                                                  | 照明       |
| 1994年7月16日  | 釣りバカ日誌スペシャル                    | 松竹大船撮影所 （松竹）                                                  | 照明       |
| 1994年12月23日 | 釣りバカ日誌7                             | 松竹大船撮影所 （松竹）                                                  | 照明       |
| 1996年4月13日  | 美味しんぼ                                | 小学館 フジテレビ 博報堂 ポニーキャニオン 松竹大船撮影所 （松竹）        | 照明       |
| 1996年8月10日  | 釣りバカ日誌8                             | 松竹大船撮影所 （松竹）                                                  | 照明       |
| 1998年12月12日 | モスラ3 キングギドラ来襲                  | 東宝映画 （東宝）                                                        | 照明       |
| 1999年6月5日   | 催眠                                      | TBS 東宝                                                                 | 照明       |
| 1999年12月11日 | ゴジラ2000 ミレニアム                     | 東宝映画 （東宝）                                                        | 照明       |
| 2000年11月3日  | 世にも奇妙な物語 映画の特別編             | フジテレビ ポニーキャニオン IMAGICA 共同テレビジョン 日活撮影所 （東宝） | 照明       |
| 2001年12月15日 | ゴジラ・モスラ・キングギドラ 大怪獣総攻撃 | 東宝映画 （東宝）                                                        | 照明       |

### テレビ
| 期間          | 番組名             | タイトル                                                             | 制作（放送局）          | 役職 |
| ------------- | ------------------ | -------------------------------------------------------------------- | ----------------------- | ---- |
| 1990年11月3日 | 土曜ワイド劇場     | 喪服を着た花嫁 東京～長野～岐阜恵那峡殺意の5日間 通夜に消えた謎の女? | テレビ朝日 東宝         | 照明 |
| 1992年4月21日 | 火曜サスペンス劇場 | 朝比奈周平ミステリー3 丹後路殺人事件                                 | 日本テレビ 近代映画協会 | 照明 |

## 受賞歴
- 1989年 - 日本映画照明協会最優秀照明賞
- 1999年 - 第54回毎日映画コンクール照明技術賞、日本映画照明協会特別賞

## = 脚注
1. 1 2 3 4 5 6 7 8 9 10 11 12 13 14  ゴジラ大百科 1990, p. 99, 「ゴジラ・スタッフ名鑑」、最新ゴジラ大百科 1991, p. 97, 「ゴジラスタッフ名鑑」
2. ↑  最新ゴジラ大百科 1991, p. 97, 「ゴジラスタッフ名鑑」